# Ponoarele, Mehedinți
Ponoarele este satul de reședință al comunei cu același nume din județul Mehedinți, Oltenia, România.

## Obiective
- Biserica de lemn din Ponoarele
- Complexul carstic de la Ponoarele
- Moara Crăcucenilor din Ponoarele
- Podul lui Dumnezeu
- Peștera Ponoarele